# Franz Armand Buhl

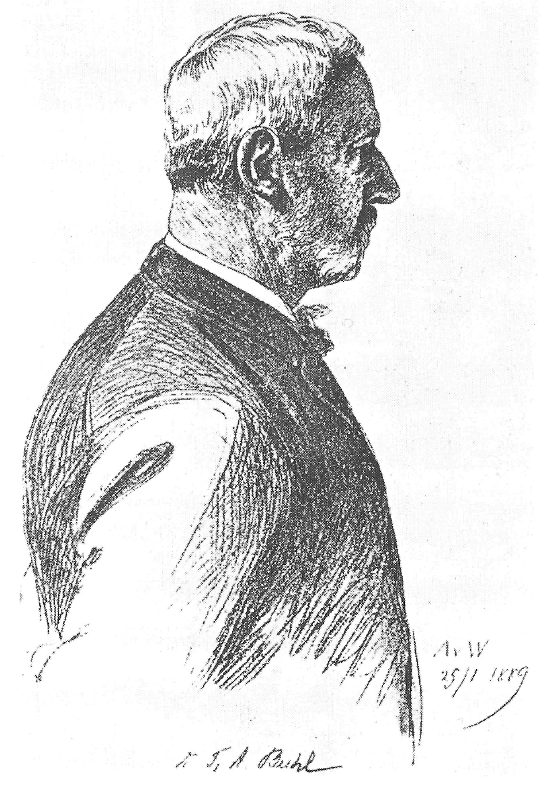
Franz Armand Buhl, Zeichnung von Anton von Werner (1889)

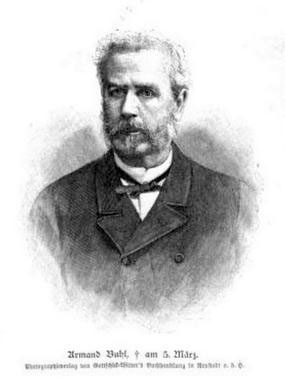
Franz Armand Buhl

Franz Armand Buhl (* 2. August 1837 in Ettlingen; † 5. März 1896 in Deidesheim) war deutscher Politiker. Er war Abgeordneter im Deutschen Reichstag und Reichsrat der Krone Bayerns. Buhl war ein Vertreter des pfälzischen Weinbaus und Mitbegründer des Deutschen Weinbauvereins. In seiner Heimatstadt Deidesheim führte Buhl das Weingut F. P. Buhl.

## Familie
Buhl war ein Sohn des Politikers Franz Peter Buhl (1809–1862) und dessen Frau Josefine, geborene Jordan (1813–1872), einer Tochter des Landtagsabgeordneten Andreas Jordan (1775–1848). Buhl hatte zwei jüngere Brüder, Eugen (1841–1910) und Heinrich (1848–1907). 1865 heiratete er Julie Schellhorn-Wallbillich (1847–1901), die Schwester des Reichstagsabgeordneten Wilhelm Schellhorn-Wallbillich aus Forst; mit ihr hatte er einen Sohn, Franz Eberhard (1867–1921).

## Werdegang
Buhl wurde am 2. August 1837 in Ettlingen geboren und erhielt zunächst Privatunterricht von einem Hauslehrer, Albrecht Sturtz, der später als Dekan in Zweibrücken tätig war. Seit seinem 15. Lebensjahr besuchte er ein Gymnasium in Mannheim. Anschließend lernte er an der Handelsakademie in Lübeck das Wissen, das zum Führen des elterlichen Weinguts notwendig war, dessen Leitung er als ältester Sohn übernehmen sollte. Hier lernte er Karl Peter Klügmann kennen, mit dem ihn eine lebenslange Freundschaft verband. Nach seinem Abschluss an der Handelsakademie studierte Buhl in Heidelberg, hauptsächlich Naturwissenschaften, und promovierte zum Doktor der Philosophie.
Nachdem er einige größere Reisen unternommen hatte, übernahm er 1862 nach dem Tod seines Vaters die Leitung des elterlichen Weinguts F. P. Buhl. Am 24. Oktober 1865 heiratete er Julie Schellhorn-Wallbillich, die Schwester des späteren Reichstagsabgeordneten Wilhelm Schellhorn-Wallbillich. Durch die Heirat vergrößerte sich die Rebfläche seines Weinguts, unter anderem kamen 25 Morgen Weinberge in Königsbach hinzu.

## Politik

### Vor der Reichsgründung
Buhl erhielt durch seinen Vater Franz Peter Buhl Zugang zur Politik, auf dessen Veranlassung er bei öffentlichen Versammlungen auftrat. Als 1866 der Deutsche Krieg ausbrach, fürchteten die Bewohner der Pfalz den Einmarsch Frankreichs. Buhl gründete daraufhin mit dem Deidesheimer Fritz Eckel zusammen den „Verein zur Wahrung der Interessen des linken Rheinufers“; der Krieg war allerdings nur von kurzer Dauer und die Gefahr der Annexion der Pfalz durch Frankreich schnell vorüber. Die Sympathien der süddeutschen Patrioten, darunter auch Buhl, galten einer kleindeutschen Lösung, und man wollte den Eintritt der süddeutschen Staaten in den Norddeutschen Bund. 1867 wurde das Zollparlament, eine Volksvertretung im Deutschen Zollverein, ins Leben gerufen, in dem Buhls Onkel Ludwig Andreas Jordan ein Mandat hatte.
1870 kam es zum Deutsch-Französischen Krieg, in dem die Pfalz nochmals von einer französischen Annexion bedroht war. Buhl war von den Franzosen als einer der herausragenden Patrioten in der Pfalz im Falle von deren Eroberung zur Deportation auf die südamerikanische Strafinsel Cayenne vorgesehen.

### Im Deutschen Reichstag

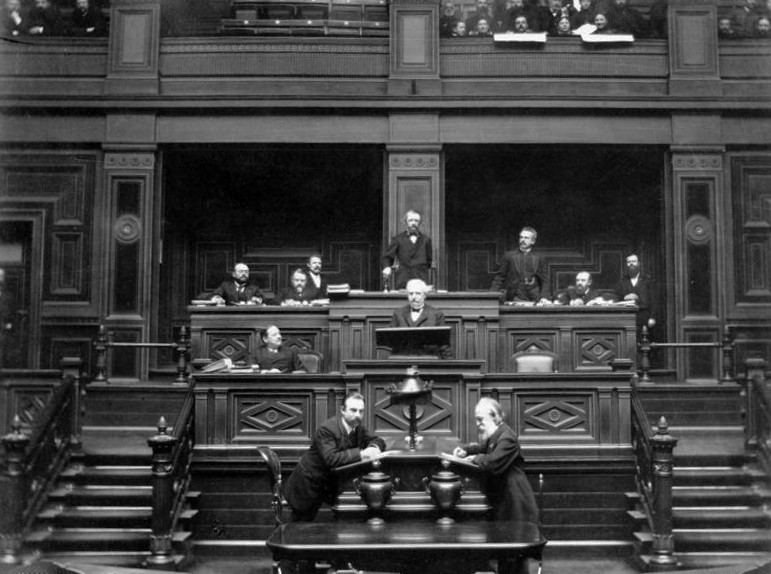
Buhl in seiner Funktion als Vizepräsident 1889 im Reichstag in der Leipziger Straße(Bildmitte)

Nach der Gründung des Deutschen Reichs 1871 wurde Buhl für Nationalliberale Partei, deren rechtem Flügel er angehörte, im Wahlkreis Homburg-Kusel in den ersten Deutschen Reichstag gewählt. Bei den nächsten sieben Reichstagswahlen wurde er in diesem Wahlkreis wiedergewählt; insgesamt hatte er für 22 Jahre ein Mandat. Im 7. Deutschen Reichstag, von 1887 bis 1890, war Buhl dessen Vizepräsident. Neben Angelegenheiten, die Landwirtschaft im Allgemeinen und Weinbau im Speziellen betrafen, war Buhl auch Referent für den Militäretat. Er setzte sich dafür ein, dass Soldaten, die im Deutsch-Französischen Krieg verwundet wurden, die Folgen der Verwundung aber nicht unmittelbar erkennbar waren, aus dem kaiserlichen Dispositionsfonds eine Entschädigungszahlung erhielten.
Buhl war maßgeblich bei der Sozialgesetzgebung beteiligt, er hatte als Unternehmensgründer und -leiter viele Kenntnisse, die er hier einbringen konnte; 1883 wurde das Krankenversicherungsgesetz verabschiedet, 1884 das Unfallversicherungsgesetz und 1889 das Alters- und Invaliditätsversicherungsgesetz. Als Fachmann auf dem Gebiet des Weinbaus war Buhl auch in Gremien den Weinbau betreffend vertreten; dabei wirkte er bei der Schaffung des Reblausgesetzes 1873 und beim Weinbaugesetz 1892 mit.
Nachdem die Nationalliberale Partei 1879/80 auseinandergebrochen war, war Buhl 1884 maßgeblich an der Abfassung der sogenannten „Heidelberger Erklärung“ beteiligt, mit der die Nationalliberale Partei eine Erneuerung erfuhr.
Da Buhl den Interessen seiner landwirtschaftlich geprägten Wähler in seinem Wahlkreis Rechnung tragen musste, ihm dies aber nicht immer gelang, endete seine Tätigkeit im Reichstag: als unter Kanzler Leo von Caprivi zwischen 1890 und 1894 etliche Handelsverträge erneuert werden mussten, entschied der Reichstag, dass die Importzölle auf Getreide und Wein herabgesetzt wurden. Im Gegenzug dafür wurden für die deutsche Industrie einige Vorteile erzielt. Caprivis Gesetze wurden auch von Buhl abgenickt, was ihm in seinem Wahlkreis einige Kritik einbrachte. Zwar wurde Buhl 1893 erneut die Kandidatur angeboten, Buhl verzichtete dann aber zugunsten von Heinrich von Marquardsen, weil man ihm bei der bevorstehenden Abstimmung zum deutsch-russischen Handelsvertrag nicht freie Hand gewähren wollte.

### Weitere politische Ämter
Buhl war Mitglied im Distriktsrat Neustadt-Dürkheim und von 1877 bis 1885 Mitglied des pfälzischen Landrats, von 1882 bis 1885 dessen Präsident. Am 23. Oktober 1885 wurde Buhl vom bayerischen König Ludwig II. zum lebenslänglichen Reichsrat der Krone Bayerns ernannt, weswegen er aus dem Landrat ausscheiden musste. Als Reichsrat war Buhl Referent in der Sache der progressiven Einkommensteuer, gegen die er sich aussprach.

## Weinbau
Buhl war als Leiter eines großen Weinguts ein bedeutender Vertreter des pfälzischen und deutschen Weinbaues und Weinhandels. Er galt in landwirtschaftlichen Fragen, insbesondere den Weinbau betreffend, als Fachmann. In der Kellerbehandlung seiner Weine war er ein anerkannter Experte. Sein besonderes Interesse galt der Haltbarkeit seiner Weine. Bei der Eröffnung des Suez-Kanals im Jahr 1869 sorgten Buhls Weine für Aufsehen, weil ihr Geschmack von der großen Hitze nicht beeinträchtigt war, denn Buhl war es gelungen, durch ein Warmabfüllungsverfahren selbst empfindliche Ausleseweine in Flaschen zu konservieren.
Seine Fachkenntnis war gefragt, als sich die Reblaus in den deutschen Weinanbaugebieten auszubreiten drohte, die in Frankreich bereits große Schäden angerichtet hatte. Werte von vielen Millionen Reichsmark drohten verloren zu gehen. Buhl war 1873 maßgeblich an der Verabschiedung eines Gesetzes beteiligt, welches das Einführen und Verpflanzen von Weinreben verbot. Er war staatlicher Aufsichtskommissar bei Untersuchungen zur Reblaus und an Konferenzen zu Reblausangelegenheiten in Erfurt, Wiesbaden und weiteren Orten beteiligt. Des Weiteren war Buhl 1892 beim Verfassen eines Gesetzes beteiligt, das Weinfälschungen unterbinden sollte.
Buhl war 1874 Mitbegründer des Deutschen Weinbauvereins, der ersten wirtschaftspolitischen Vertretung des deutschen Weinbaus. Er wurde zum Vizepräsidenten gewählt, und nachdem der Präsident Adolph Blankenhorn seinen Posten krankheitsbedingt aufgeben musste, war er von 1879 bis 1891 geschäftsführender Präsident des Weinbauvereins. Zahlreiche Weinbaukongresse fanden unter seiner Leitung statt: 1876 in Kreuznach, 1879 in Koblenz, 1881 in Heilbronn, 1882 Dürkheim, 1883 Mannheim, 1884 in Geisenheim, 1885 Colmar, 1886 Rüdesheim, 1887 Freiburg, 1889 Trier und 1890 in Worms. Seine Ämter im Weinbauverein legte Buhl 1891 nieder, um bei der bevorstehenden Verabschiedung des Weingesetzes im Reichstag nicht als befangen zu gelten.

## Verbandsmitgliedschaften
Neben dem Deutschen Weinbauverein, dessen Mitbegründer und geschäftsführender Präsident Buhl war, war er auch Vorstand des landwirtschaftlichen Bezirksausschusses Neustadt-Dürkheim, Mitglied im landwirtschaftlichen Kreisausschuss der Pfalz, sowie dessen Vertreter im bayerischen Landwirtschaftsrat, außerdem Mitglied im Deutschen Landwirtschaftsrat. Des Weiteren war er Vorstand des Gremiums für Handel und Gewerbe für den Bezirk Neustadt-Dürkheim und  Mitglied der pfälzischen Handels- und Gewerbekammer in Ludwigshafen.

## Unternehmerische Tätigkeit
Neben der Tätigkeit in seinem Weingut war Buhl auch Mitbegründer der Kammgarnspinnerei in Kaiserslautern und 33 Jahr lang Mitglied in deren Aufsichtsrat. Er war an der Gründung einer Düngerfabrik in Kaiserslautern beteiligt, ebenso wie an der Gründung einer Baumwollspinnerei in Lampertsmühle. Buhl war außerdem Mitbegründer und Aufsichtsratsmitglied der pfälzischen Hypothekenbank in Ludwigshafen. Daneben kaufte er einige Schwefelgruben in Italien.

## Auszeichnungen
Neben der Ernennung zum Kommerzienrat, wurde Buhl durch die Verleihung folgender Orden ausgezeichnet:
- Preußischer Kronenorden 2. Klasse
- Bayerischer Verdienstorden vom heiligen Michael Ritterkreuz 1. Klasse
- Königlich Sächsischer Albrechts-Orden Komtur 1. Klasse

Eine Erhebung in den Adelsstand, die ihm angeboten wurde, lehnte Buhl ab.

## Tod
Im Februar 1896 erkrankte Buhl an einer Grippe, an der er am 5. März verstarb. Buhls Witwe Julie erhielt Beileidstelegramme von Otto von Bismarck, der ihn seinen „persönlichen Freund und Mitstreiter“ nannte, vom Deutschen Reichstag, von der Kammer der Reichsräte der Krone Bayerns, von der Zweiten Kammer der Badischen Ständeversammlung, sowie von Prinzregent Luitpold und Prinz Ludwig von Bayern. Seine Beerdigung am 7. März war eine große Trauerbekundung; die Pfalzbahn setzte einen Sonderzug ein, um die Trauergäste von Neustadt an der Haardt nach Deidesheim zu bringen. Der Deidesheimer Bürgermeister Johann Julius Siben nannte Buhl bei der Trauerfeier den größten und besten Bürger der Stadt Deidesheim.